# واندرر دبلیو۲۱
واندرر دبلیو۲۱ (Wanderer W۲۱) خودرویی است که در سال‌های ۱۹۳۳ تا ۱۹۳۶در زویکاو و آلمان تولید شده‌است. طول آن در حالت طبیعی ۴٬۵۰۰ میلیمتر (۱۸۰ اینچ) و عرض آن در حالت طبیعی ۱٬۶۷۰ میلیمتر (۶۶ اینچ) و ارتفاع آن در حالت طبیعی ۱٬۶۵۰ میلیمتر (۶۵ اینچ) است.
موتور آن ۶۹۰ سی‌سی سیستم جعبه‌دندهٔ آن ۴ دنده به صورت دستی است.